# Mitrofan Cioban
Mitrofan Cioban (n. 5 ianuarie 1942, Copceac, județul Tighina, Regatul României – d. 2 februarie 2021, Chișinău, Republica Moldova) a fost un specialist în domeniul topologiei și matematicii, care a fost membru corespondenta (1555) și apoi membru titular (2000) al Academiei de Științe a Moldovei. A fost, de asemenea, membru de Onoare al Academiei Americano-Române de Științe și Arte. Membru PCUS.

## Biografie
Mitrofan Cioban s-a născut în data de 5 ianuarie 1942 în satul Copceac, județul Tighina, Regatul României (astăzi în Republica Moldova), fiul lui Mihail și Tecla Cioban.
La vârsta de 17 ani s-a înscris la Facultatea de Matematică și Fizică din Tiraspol. După un an, Cioban s-a transferat la Universitatea de Stat din Moscova, unde a început să participe la seminarul de topologie al lui Pavel Alexandrov. În 1969, a obținut doctoratul în filosofie, cu teza Proprietățile mapărilor coeficiente și clasificarea spațiilor, scrisă sub îndrumarea lui Alexander Arhangelskii. După absolvire, s-a întors în 1970 la Universitatea de Stat din Tiraspol ca membru al facultății, unde a dirijat 17 teze de doctorat și a servit ca prorector și apoi rector.
A publicat peste 200 de lucrări în reviste academice din 1966 până în 2020, mai ales sub numele de Choban sau Čoban și, ocazional, Cioban, Ciobanu sau Coban. 
A pulbicat peste 600 de lucrări științifice și metodico-didactice. A ținut cursurile normative de geometrie, cursuri opționale de ciclul I - licență și ciclul II - masterat. A fost coordonator al tezelor de licență, de master, de doctor și doctor habilitat.
Sub conducerea academicianului Mitrofan Cioban au fost susținute 4 teze de doctor habilitat și 22 de teze de doctor în științe în domeniile matematicii și a didacticilor matematicii și informaticii.
Începând cu anul 1999 a ocupat funcția de președinte al Societății Matematice din Republica Moldova, cu sediul la Chișinău, și vicepreședinte al Societății de Matematică Aplicată și Industrială din România.
A decedat în data de 2 februarie 2021, la vârsta de 79 de ani.